# Josip Plemelj
Josip Plemelj   (Bled, 11 de desembre de 1873 - Ljubljana, 22 de maig de 1967) va ser un matemàtic eslovè.

## Vida i obra
El pare de Plemelj, que era el fuster del poble i tenia unes poques terres, va morir quan ell només tenia una any, deixant la família en difícils circumstàncies. Tot i així, veient el seu talent, la mare va ser capaç d'enviar-lo a estudiar a Ljubljana on va fer els estudis secundaris entre 1886 i 1894. Aquest any es va matricular a la universitat de Viena en la qual es va doctorar el 1898 ama una tesi sobre equacions diferencials. Els dos cursos següents els va passar, ampliant estudis, a les universitats de Berlín i de Göttingen.
El 1902 va iniciar la carrera docent a la universitat de Viena de la qual va passar com a professor ajudant el 1906 a la universitat Tècnica de Viena, en la qual només hi va estar un curs. El 1907 va ser nomenat professor titular de la universitat de Cernovice (actual Txernivtsí a Ucraïna) on va romandre fins a la Primera Guerra Mundial durant els que probablement van ser els anys més productius de la seva carrera.
El 1919, en fundar-se la universitat de Ljubljana, en va ser nomenat professor i primer rector de la institució. I va romandre fins a la seva jubilació el 1957.
Plemelj és recordat sobre tot per haver fet aportacions importants a la resolució del Vint-i-unè problema de Hilbert, mitjançant la avui coneguda com a fórmula de Sokhotski-Plemelj. Tot i que el matemàtic rus Andrei Bolibrukh va descobrir un contraexemple el 1989, Plemelj va morir creient que havia resolt el problema totalment.